# Renato Olivieri
Renato Olivieri (* 4. August 1925 in Sanguinetto, Venetien; † 8. Februar 2013) war ein italienischer Journalist und Autor von Kriminalromanen. Er gilt als einer der Väter des italienischen Kriminalromans (giallo) und wird auch gerne als „italienischer Simenon“ bezeichnet.

## Leben
1925 in der Provinz Verona geboren, zog Olivieri schon 1939 nach Mailand um, wo er seitdem lebte und auch seine Romane spielen ließ. Er arbeitete zunächst als Journalist und Redakteur in mehreren Zeitungen, bevor er 1978 seinen ersten Kriminalroman, Il caso Kodra (Der Fall Kodra), veröffentlichte. 
In diesem erschuf er die Figur des Commissario Giulio Ambrosio, eines der bekannteren Ermittler der italienischen Literaturszene, der in dem Kinofilm I giorni del commissario Ambrosio (Die Tages des Commissario Ambrosio) unter der Regie Sergio Corbuccis (Django) von Ugo Tognazzi (Das große Fressen, Ein Käfig voller Narren) verkörpert und dadurch auch breiteren Kreisen bekannt wurde.
Charakteristisch für Olivieris Werke sind die mailändisch-melancholische Atmosphäre und die Hauptfigur, ein introvertierter, bisweilen melancholischer Polizist, ein Liebhaber alles Schönen und Kenner der Künste (und als solcher seinem Schöpfer nicht unähnlich).
Bislang sind nur wenige Werke Olivieris ins Deutsche übersetzt worden.

## Auszeichnungen
- 1983 MystFest Preis des Festival Internazionale del Giallo e del Mistro Cinema Televisione Letteratura für den Roman „L'indagine interrotta“
- 1993 Premio Giorgio Scerbanenco des NOIR IN Festivals von Courmayeur für den Roman „Madame Strauss“

## Werke (Auswahl)
- Albergo a due stelle. Mondadori, Mailand 1998, ISBN 88-04-45929-8.
- Ambrosio indaga. Le nuove inchieste del commissario milanese. Rizzoli, Mailand 1988, ISBN 88-17-66472-3.
- Ambrosio ricorda. Mondadori, Mailand 1992, ISBN 88-04-36363-0.
- Casanovas Ende. Roman („La fine di Casanova“). BLT-Verlag, Bergisch Gladbach 1998, ISBN 3-404-92003-1.
- Il caso Kodra. Giallo d'amore a Milano. Mondadori, Mailand 1998, ISBN 88-04-42669-1.
- Der Dämon des Geldes. Roman („Il Dio denaro“). Lübbe Verlag, Bergisch Gladbach 1999, ISBN 3-404-92031-7.
- Dunque Morranno. 1981.
- Hotel Mozart. Le inchieste del commissario Ambrosio. Mondadori, Mailand 1997, ISBN 88-04-43663-8.
- L'indagine interrotta. Il vice commissario Ambrosio diventa commissario. Mondadori, Mailand 1998, ISBN 88-04-42649-7.
- Largo Richini. Rizzoli, Mailand 1985, ISBN 88-17-66470-7.
- Madame Strauss. Roman („Madame Strauss“). Bastei-Lübbe, Bergisch Gladbach 1997, ISBN 3-404-13847-3.
- Maledetto Ferragosto. Mondadori, Mailand 1992, ISBN 88-04-43061-3.
- Piazza pulita. Mondadori, Mailand 1991, ISBN 88-04-35266-3.
- Villa Liberty. Mondadori, Mailand 1997, ISBN 88-04-43060-5.